# 中鼓藻属
中鼓藻属（学名：Bellerochea）为中鼓藻科的一个属。

## 下级分类
本属包括以下物种：
- 钟形中鼓藻 Bellerochea horologicalis
- 锤状中鼓藻 Bellerochea malleus (Brightwell) Van Heurck，1885[1]